# Percy Francis Hall
Percy Francis Hall (* 20. März 1801 in Oxford; † 11. Oktober 1884 in Weston-super-Mare) war ein britischer Marineoffizier, der sich zum christlichen Pazifisten wandelte und Prediger der Brüderbewegung wurde.

## Leben
Percy Francis Hall war das fünfte von zehn Kindern des anglikanischen Geistlichen Charles Henry Hall (1763–1827) und dessen Frau Anna Maria Bridget geb. Byng (1771–1852), einer Tochter des 5. Viscount Torrington. Von seinen Geschwistern verstarben vier im Kleinkindalter; einer seiner Brüder war der Offizier und Schriftsteller Herbert Byng Hall (1805–1883).
Nachdem Percy von 1811 bis 1813 die Westminster School in London besucht hatte, trat er wahrscheinlich auf die damals übliche Weise, als First Class Volunteer, in die Royal Navy ein. 1815 wurde er zum Midshipman befördert, 1821 zum Lieutenant. 1821/22 musste er seine Karriere wegen einer lebensbedrohlichen Krankheit, die er sich in Trincomalee (Ceylon) zugezogen hatte, für mehrere Monate unterbrechen; 1825 erkrankte er in Port Royal (Jamaika) erneut so schwer, dass er nach Hause transportiert werden musste und zwei volle Jahre an Land blieb. Dank der guten Beziehungen seines Vaters zum Oberbefehlshaber der Royal Navy, Lord Melville, wurde er 1827 dennoch zum Commander ernannt; bis mindestens 1830 arbeitete er bei der Küstenwache in Plymouth.
Durch die Bekanntschaft mit der Familie des Marinekapitäns George Wolfe in Plymouth kam Hall mit evangelikalen Christen wie William Wilberforce, Hannah More und William Jay in Kontakt und erlebte im Sommer 1827 eine Bekehrung. Im September desselben Jahres heiratete er die älteste Tochter von George Wolfe, Amelia Ourry (1800–1890). Ihr einziges Kind, die Tochter Emmeline Georgiana, wurde 1828 in Exmouth geboren.
Hall begann bald, in der Umgebung von Plymouth zu predigen und sich in der Society for Promoting Christianity among the Jews sowie der Society for the Promotion of Christian Knowledge on the Continent zu engagieren. Spätestens 1830 lernte er Benjamin Wills Newton und John Nelson Darby kennen, die ihn zeitweise bei seiner Arbeit unterstützten. 1831 stieß der wohlhabende George Vicesimus Wigram (1805–1879) zu dem Kreis hinzu und erwarb die leerstehende Providence Chapel in Plymouth. Hier wurde im Januar 1832 eine Brüdergemeinde gegründet, die sich bald zur größten der ganzen Bewegung entwickelte (1845 etwa 700–800 Mitglieder). Hall, zunächst noch von Edward Irving beeinflusst, war einer der geschätztesten Prediger der Gemeinde.
1833 reichte Hall seinen Abschied von der Royal Navy ein, da er zu der Ansicht gelangt war, dass er als Christ keinen Militärdienst mehr leisten dürfe. Seine Gründe legte er in der Schrift Discipleship dar, die bis 1848 drei Auflagen erreichte und bis in amerikanische Pazifistenkreise hinein zur Kenntnis genommen wurde. Auch zur ersten Zeitschrift der Brüderbewegung, The Christian Witness, steuerte er mehrere Artikel bei.
1836 besuchte Hall Alexandre Vinet und das Basler Missionshaus. Ein Jahr später folgte er mit seiner Familie einer Einladung nach Hereford, um dort ebenfalls mit dem Aufbau einer Brüdergemeinde zu beginnen. Anfang 1839 veröffentlichte er eine Verteidigungsschrift gegen Angriffe von anglikanischer Seite.
Bei der Trennung zwischen „geschlossenen“ und „offenen Brüdern“ 1848 blieb die Gemeinde in Hereford zunächst neutral; Ende 1849 kam es aufgrund geringfügigerer Meinungsverschiedenheiten jedoch auch hier zu einer Spaltung, woraufhin Hall sich auf die Seite Darbys stellte. 1851 unterzog er in seiner Schrift Unity die gesamte Brüderbewegung einer scharfen Kritik: Die „Brüder“ seien genauso „steif und starr“ geworden wie die anderen Kirchen, ihre Gottesdienste genauso „unschriftgemäß und unvollkommen“. Dennoch blieb er der Bewegung verbunden und pflegte auch mit Darby weiterhin regen Kontakt. Erst 1866 kam es wegen Darbys spekulativer Lehren über die Leiden Christi zum Bruch; Hall wechselte zu den „offenen Brüdern“ und zog nach Weston-super-Mare, wo soeben eine neue Brüdergemeinde aufgebaut wurde. Auch als Reiseprediger war er weiterhin aktiv.
Halls Tochter Emmeline hatte 1858 den in Indien stationierten Offizier George Vincent Fosbery (1832–1907, Erfinder des Webley-Fosbery-Revolvers) geheiratet. Das Ehepaar bekam zehn Kinder, die während der Indien-Aufenthalte ihrer Eltern oft bei ihren Großeltern lebten. Percy Francis Hall starb im Alter von 83 Jahren in Weston-super-Mare.

## Veröffentlichungen

### Broschüren
- Discipleship! or, Reasons for Resigning his Naval Rank and Pay (1833, ²1835, ³1848)
- To the Christians who Heard, or may have Read Mr Venn’s Sermon, Preached at Hereford, December 9th, 1838 (1839)
- Unity. A Fragment and a Dialogue (1851)
- Stolen Waters; or, The Bread of Deceit (1852; anonym erschienen)
- Grief upon Grief: A Dialogue (1866, ²1866, ³1868)
- Appendix to the Third Edition of “Grief upon Grief” (1868)

### Artikel
- Review of Mr. Burgh’s Letter. In: The Christian Witness 1 (1834), S. 55–79.
- On Acts vii. In: The Christian Witness 1 (1834), S. 99–124.
- The Vision of the Glory of God. In: The Christian Witness 1 (1834), S. 217–251.
- The Warning of the Lord. In: The Christian Witness 1 (1834), S. 287–300.
- The Waters of Bethlehem. In: The Christian Witness 2 (1835), S. 58–68; Wiederabdruck in The Bible Treasury N.S. 10, Heft 217 (1914), S. 4–8.
- Types. In: The Christian Witness 2 (1835), S. 249–263; 3 (1836), S. 87–104.
- St. Paul’s Companions and Yoke-fellows. In: The Christian Witness 4 (1837), S. 62–86, 167–180, 372–393; 5 (1838), S. 63–83.